# Wapen van Joegoslavië
In de periode dat Joegoslavië als staat bestond, werden er achtereenvolgens verschillende ontwerpen als wapen van Joegoslavië gebruikt.

1918-1945

1945-1963

1963-1994

1994-2003

## Koninkrijk Joegoslavië
Joegoslavië was van 1918 tot 1945 een koninkrijk, tot 1929 onder de naam Koninkrijk der Serviërs, Kroaten en Slovenen. Het wapen van dit koninkrijk bevatte Servische, Kroatische en Sloveense symboliek; de andere bevolkingsgroepen werden beschouwd als behorend tot een van deze drie volken. In de koninklijke mantel staat een gekroond wapenschild met daarin de Servische adelaar. De adelaar heeft een hartschild met daarop het Servisch kruis, het Kroatische rood-witte schaakbordpatroon en een halve maan met sterren voor de Slovenen.

## Communistisch Joegoslavië
In 1945 werd het land een communistische federatie, de Socialistische Federale Republiek Joegoslavië. Er werd een nieuw wapen vastgesteld, in de stijl van de socialistische heraldiek. Aanvankelijk toonde het wapen vijf samen brandende vlammen, in een krans van tarwe. Boven de vlammen stond het communistische symbool van de rode ster. Op het lint dat de tarwe bijeen houdt, staat de datum van 29 november 1943, de dag dat de AVNOJ in Jajce bijeen kwam en de nieuwe communistische federatie uitriep.
Het aantal vlammen werd in 1963 verhoogd van vijf naar zes. Oorspronkelijk stonden de vijf vlammen voor de Kroaten, de Serviërs, de Slovenen, de Macedoniërs en de Montenegrijnen. Andere volken, zoals de Bosniakken/Moslims en Albanezen, werden niet in het wapen vertegenwoordigd. Vanaf 1963 staan de zes vlammen voor de zes Joegoslavische deelstaten.

## Federale Republiek Joegoslavië
Tussen 1992 en 2003 bestond de Federale Republiek Joegoslavië nog maar uit twee deelstaten: Servië en Montenegro. De andere deelstaten hadden zich in de periode van de Joegoslavische Burgeroorlog weten af te scheiden. Het wapen bestond sinds 1994 uit een rood schild met daarop een tweekoppige adelaar, die zowel in de Servische als de Montenegrijnse geschiedenis veel als nationaal symbool is gebruikt en daarom de eenheid van de federatie uitbeeldt. Op zijn gekwartierde borstschild staat tweemaal het Servische kruis en tweemaal de Montenegrijnse leeuw. Met de vierdeling werd rekening gehouden met een mogelijke uitbreiding van de federale republiek.
Toen de Federale Republiek Joegoslavië in 2003 overging in de confederatie Servië en Montenegro, bleef dit wapen behouden als het wapen van Servië en Montenegro.